# ادخل الفراغ (فلم)
ادخل الفراغ (بالإنجليزية: Enter the Void) هو فيلم درامي تجريبي صدر عام 2009 باللغة الإنجليزية  تأليف وإخراج جاسبار نوي وبطولة ناثانيال براون وباز دي لا هويرتا وسيريل روي. تدور أحداث القصة في بيئات الملاهي الليلية المضاءة بالنيون في طوكيو، وتتبع قصة أوسكار، تاجر مخدرات أمريكي شاب أطلقت عليه الشرطة النار، لكنه يواصل مشاهدة الأحداث اللاحقة أثناء تجربة الخروج من الجسد. تم تصوير الفيلم من منظور الشخص الأول، والذي غالبًا ما يطفو فوق شوارع المدينة، وفي بعض الأحيان يظهر أوسكار يحدق فوق كتفه بينما يتذكر لحظات من ماضيه. يصف نوي الفيلم بأنه «ميلودراما مخدر».
مشروع حلم نوي لسنوات عديدة، أصبح الإنتاج ممكنًا بعد النجاح التجاري لفيلمه الروائي الطويل السابق ادخل الفراغ (2002). تم تمويل ادخل الفراغ بشكل أساسي من قبل وايلد بانش (شركة أفلام)، بينما قادت أفلام الولاء الإنتاج الفعلي. مع مزيج من المحترفين والوافدين الجدد، يستخدم الفيلم بكثافة الصور المستوحاة من السينما التجريبية وتجارب المخدرات المخدرة. تم التصوير الرئيسي في الموقع في طوكيو، وشمل العديد من اللقطات المعقدة بواسطة الرافعات. تضمن المنتجون المشاركون استوديو التأثيرات المرئية بف كومباني، والذي قدم أيضًا الصور التي تم إنشاؤها بواسطة الكمبيوتر. الموسيقى التصويرية للفيلم عبارة عن مجموعة من موسيقى البوب الإلكترونية والموسيقى التجريبية.
تم عرض فيلم تقريبي لأول مرة في مهرجان كان السينمائي لعام 2009، ولكن استمر العمل في مرحلة ما بعد الإنتاج، ولم يتم إصدار الفيلم في فرنسا إلا بعد عام تقريبًا. تم إصدار نسخة مختصرة في الولايات المتحدة والمملكة المتحدة في سبتمبر 2010. تم تقسيم الاستجابة النقدية بشكل حاد: وصفت المراجعات الإيجابية الفيلم بأنه آسر ومبتكر، في حين وصفته المراجعات السلبية بأنه مملة وصبيحة. كان أداء الفيلم ضعيفًا في شباك التذاكر.

## القصة
يعيش أوسكار (ناثانيال براون) في طوكيو مع أخته الصغرى ليندا (باز دي لا هويرتا) ويدعم نفسه من خلال تجارة المخدرات، ضد نصيحة صديقه أليكس (سيريل روي)، الذي يحاول تحويل اهتمام أوسكار نحو كتاب التبت. ميت، كتاب بوذي عن الآخرة. يبدأ الجزء الأول بمغادرة ليندا للعمل (في نادٍ للتعري المحلي) ثم يتبع روتين أوسكار الليلي من خلال لقطات صارمة لوجهة النظر، بما في ذلك التعتيم اللحظي الذي يمثل وميضًا، وأفكارًا داخلية خاصة، وتسلسلات ممتدة من ثنائي مثيل التربتامين هلوسة.
بعد ذلك، يلتقي أليكس مع أوسكار في الشقة ويغادران حتى يتمكن أوسكار من توصيل المخدرات إلى صديقه فيكتور (أولي ألكسندر) في الطريق، يشرح أليكس أجزاء من كتاب التبت للموتى لأوسكار: كيف تبقى روح الشخص الميت أحيانًا بين الأحياء حتى تبدأ في تجربة الكوابيس، وبعد ذلك تحاول التناسخ. وصلوا إلى حانة تسمى الفراغ يدخل أوسكار بمفرده ويجلس مع فيكتور المحزن، الذي يتمتم بقوله «أنا آسف» قبل أن يتدفق عليهم ضباط الشرطة يختم أوسكار نفسه في كشك الحمام ويحاول التخلص من المخدرات. عندما لا يعمل التدفق، يصرخ من خلال الباب أنه يحمل مسدسًا وسيطلق النار. رداً على ذلك، أطلق شرطي النار وضرب أوسكار الذي سقط على الأرض.
ترتفع وجهة نظر أوسكار وتنظر إلى جسده من الأعلى، ثم نبدأ في مشاهدة حياته بترتيب غير زمني. قُتل والديه المحبان في حادث سيارة عنيف؛ تم إرسال أوسكار وليندا، المكرسين لبعضهما البعض، إلى دور رعاية مختلفة؛ انتقل أوسكار إلى طوكيو وكسب المال من تجارة المخدرات حتى استطاع إحضار ليندا للعيش معه؛ ينام أوسكار مع والدة صديقه فيكتور مقابل أموال إضافية للمساعدة في إحضار أخته؛ وجدت ليندا عملاً كمتجرد لمالك الملهى الليلي ماريو، مما تسبب في ضائقة أوسكار؛ زاد أوسكار من نطاق عمليات تداوله وبدأ في استخدام المواد المخدرة القوية - ولا سيما ثنائي مثيل التربتامين - بشكل متكرر أكثر؛ اكتشف فيكتور أن أوسكار نام مع والدته. وأخيرًا، نرى أوسكار مرة أخرى يلتقي بفيكتور في الفراغ لبيعه المخدرات، ليتم إطلاق النار عليه في الحمام.
بعد ذلك، يطفو أوسكار بدون جسد فوق طوكيو ويشاهد آثار وفاته. تنحسر ليندا ويأس، خاصة بعد الإجهاض؛ تاجر أوسكار، برونو، يدمر مخزونه؛ أليكس يعيش مختبئا في الشوارع. وتتمنى ليندا لو كانت مع أليكس بدلاً من ماريو، كما أراد أوسكار. في إحدى المناسبات، كانت ليندا تتمنى أن يعود أوسكار إلى الحياة؛ ثم يدخل أوسكار رأس ليندا، ويختبر حلمها الذي يستيقظ فيه في المشرحة، والتي يتم أخذ جثته منها لإحراقها.
في هذه الأثناء، يصرخ فيكتور ووالدته على بعضهما البعض لأنها مارست الجنس مع أوسكار، وبسبب ذلك أبلغ فيكتور الشرطة بتجارة أوسكار للمخدرات؛ ثم يتم طرد فيكتور من منزل والديه. لقد ظهر في شقة ليندا واعتذر عن مقتل شقيقها، لكنه يقول إن ليندا هي المسؤولة جزئيًا منذ أن توقفت مع زحف هذا يغضب ليندا، التي صرخت مرارًا وتكرارًا أن فيكتور يجب أن يقتل نفسه.
يحوم المنظور الآن عالياً فوق طوكيو ويدخل طائرة، حيث ترضع والدة أوسكار طفلها أوسكار ثم ينخفض المنظر إلى ليندا وأليكس، اللذين يستقلان سيارة أجرة إلى أحد فنادق الحب في طوكيو ويمارسان الجنس. ينتقل المنظور بين غرف الفنادق ويلاحظ العديد من الأزواج الآخرين الذين يمارسون الجنس في مواقع مختلفة ينبعث من أعضائهما التناسلية توهج وردي نابض يشبه الكهرباء يدخل أوسكار رأس أليكس ويشاهد الجنس مع ليندا من وجهة نظر أليكس ثم يسافر داخل المهبل ليندا ليشهد اندفاع أليكس، ثم يلاحظ القذف ويتبع السائل المنوي في إخصاب بويضة أخته. تم تصوير المشهد الأخير من منظور طفل يولد لأم أوسكار وفقًا للمخرج، يعد هذا بمثابة الفلاش باك لميلاد أوسكار في شكل ذاكرة مزيفة.

## الموضوعات
التجربة السينمائية بحد ذاتها هي المحور الرئيسي للفيلم، ولكن هناك أيضًا موضوع مركزي للفراغ يصف نوي موضوع الفيلم بأنه «عاطفية الثدييات والفراغ المتلألئ للتجربة الإنسانية». المسرحية التي أعقبت تصوير أوسكار مبنية بشكل فضفاض على كتاب التبت للموتى، وتنتهي ببحث الروح عن طريقة للتجسد. يقول المخرج، الذي يعارض كل المعتقدات الدينية، إن الفيلم بأكمله هو حلم لمن قرأ كتاب التبت للموتى، وسمع عنه قبل إطلاق النار عليه من مسدس. إنها ليست قصة شخص يموت ويطير وينسخ من جديد، إنها قصة شخص رُجم بالحجارة عندما أصيب بالرصاص ولديه نغمة من حلمه. يصف نوي نهاية الفيلم بأنها تذكر أوسكار «بأكثر اللحظات صدمة في حياته - ولادته». كما يترك المخرج الباب مفتوحًا أمام احتمال أن تبدأ حياة أوسكار من جديد في حلقة لا نهاية لها، بسبب إدراك الدماغ البشري للوقت.

## الإنتاج

### التطوير
كانت فكرة الفيلم تنمو منذ أن كان نوي مراهقًا، عندما أصبح مهتمًا في البداية بمسائل الموت والوجود. في أوائل العشرينات من عمره - بينما كان تحت تأثير عيش الغراب سيلوسيبين - شاهد روبرت مونتغمري سيدة في البحيرة، فيلم عام 1947 تم تصويره بالكامل من منظور الشخص الأول. ثم قرر أنه إذا قام بتصوير فيلم عن الآخرة، فهذه هي الطريقة التي سيتم تصويره بها. كان نوي يعمل على إصدارات مختلفة من السيناريو لمدة خمسة عشر عامًا قبل أن يدخل الفيلم في الإنتاج. كانت القصة في البداية أكثر خطية، وتم وضع المسودات في مواقع مختلفة، بما في ذلك جبال الأنديز وفرنسا ومدينة نيويورك. تم اختيار طوكيو لأنها يمكن أن توفر بيئات ملونة مطلوبة للجوانب المهلوسة للفيلم، ولأن قوانين المخدرات القمعية في اليابان تضيف إلى الدراما، مما يفسر شدة خوف الشخصية الرئيسية من الشرطة.
حاول نوي أولاً الحصول على تمويل الفيلم في أوائل العقد الأول من القرن الحادي والعشرين. استجاب العديد من المنتجين بشكل إيجابي للسيناريو، وكان قيد التطوير لفترة وجيزة لشركة إكس فيلم كريتف بول الألمانية التابعة لشركة توم تيكوير. كان يعتبر باهظ الثمن وانسحب المنتجون.  تغيرت الآفاق عندما أصبح لا رجعة فيه (فيلم) (2002) نجاحًا تجاريًا. قد نوي تأليف وإخراج رجعة فيه لستوديو كانال، وتم بيعها دوليا من قبل التابعة لها، وايلد بانش. عندما سأل المنتجون في وايلد بانش نوي عما يريد فعله بعد ذلك، أجاب ادخل الفراغ. تم اعتبار المشروع مرة أخرى مكلفًا للغاية مقارنة بإمكانياته التجارية، ولكن عندما اكتشف وايلد بونش أن نوح بدأ في تطوير الفيلم لـ باثى بدلاً من ذلك، قالوا إنهم على استعداد لتمويله منذ أن سار التطوير ببطء في باثي، اختار نوح عدم تجديد عقده مع الاستوديو وقبل عرض وايلد بونش.
تم إنتاج ادخل الفراغ تحت أفلام الولاء، حيث استثمرت وايلد بونش 70 ٪ من الميزانية ومن بين المنتجين الفرنسيين المشاركين شركة (Cinemas in the region) التابعة لشركة نوح واستوديو المؤثرات المرئية بف كومباني. وقد تلقت استثمارات ما قبل البيع من كنال وتمويل من يوريماج تم تقديم دعم إضافي للإنتاج المشترك من قبل إنتاج الأفلام الأساسية من ألمانيا وتوزيع بي أي إم في إيطاليا.  وبلغت الميزانية الإجمالية 12.38 مليون يورو. في وقت لاحق، وصف نوي فيلم لا رجعة فيه سرقة بنك، وهو فيلم تم إنتاجه من أجل تمويل ادخل الفراغ. كما اعتبره بمثابة تمرين تقني مفيد.

## طاقم التمثيل
تم اتخاذ قرار استخدام الممثلين الناطقين باللغة الإنجليزية في وقت مبكر. نظرًا لأن الفيلم سيكون مرئيًا للغاية، أراد المخرج أن يكون الجمهور قادرًا على التركيز على الصور، وعدم الاضطرار إلى الاعتماد على الترجمة وأعرب لاحقًا عن موافقته على استخدام المسارات الصوتية المدبلجة في البلدان غير الناطقة باللغة الإنجليزية. كان دور ليندا هو أول من تم تمثيله. وجدت نوح باز دي لا هويرتا بعد إجراء الاختبارات في مدينة نيويورك. قابلت باز وأحببتها حقًا كان لديها الملف الشخصي للشخصية لأنها تحب الصراخ والبكاء، وإظهار نفسها عارية - كل ذلك  بسبب الرغبة في أن تكون ليندا وأوسكار قابلين للتصديق كأشقاء، تم اختيار ناثانيال براون، وهو غير محترف، بسبب تشابهه مع هويرتا خشي نوي من أن الممثل المحترف سيصاب بالإحباط من خلال الظهور بشكل حصري تقريبًا من الخلف، لكنه شعر أن براون، المخرج الطموح سيجد أنه من المحفز مجرد التواجد في المجموعة. تم إجراء اختبارات الأداء للغربيين الذين يعيشون في اليابان لأدوار أخرى في طوكيو. ذهب سيريل روي إلى الاختبار مع صديق فقط لأنه أراد التحدث مع المخرج، الذي أعجب بأفلامه السابقة. تم اختيار روي على أنه أليكس، حيث وجد نوي أن شخصيته الثرثارة مناسبة لهذا الدور قال نوي عن براون وروي. لم تخطر ببالهم فكرة التمثيل في فيلم. إنهم أناس لطيفون، ويمضون وقتًا ممتعًا أمام الكاميرا ولا أعتقد أنه كانت هناك لحظة واحدة شعر فيها أي منهم أنه يعمل. ومع ذلك، كانت باز تدرك بالتأكيد حقيقة أنها كانت تفسر دورًا ما.

## التصور البصري

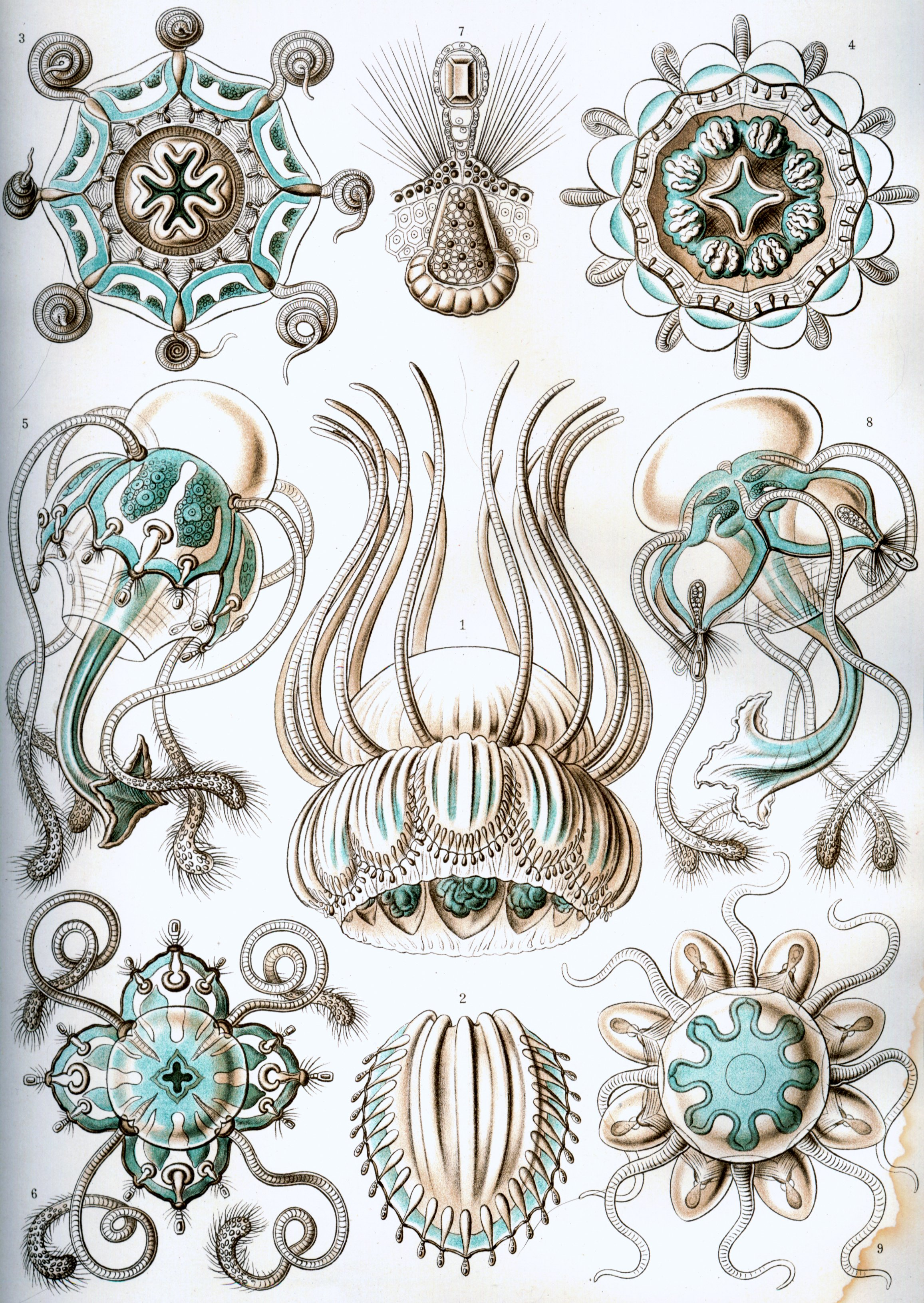
إرنست هيكل : فن اشكال الطبيعة (أشكال فن الطبيعة)

لقد جرب نوي العديد من المواد المهلوسة في شبابه، واستخدم تلك التجارب كمصدر إلهام للأسلوب البصري. في وقت لاحق، عندما كان المخرج يخطط للفيلم بالفعل، جرب المشروب ذو التأثير النفساني آياهواسكا، حيث المادة الفعالة هي ثنائي مثيل التربتامين وقد تم ذلك في أدغال بيرو، حيث هذا الشراب هو قانوني بسبب الاستخدام التقليدي باعتبارها إنتيوجين . ووصف نوي التجربة بأنها مكثفة للغاية، وقال إنه اعتبرها «تقريبًا مثل البحث المهني». نظرًا لأن قلة من فريق التصميم قد تناولت مادة مهلوسة، كان من الضروري لنوى جمع وتقديم مراجع مرئية في أشكال اللوحات والصور ومقاطع الفيديو الموسيقية ومقتطفات من الأفلام. أحد المراجع المستخدمة هو أعمال عالم الأحياء إرنست هيكل، الذي أثرت رسوماته على الأنماط العضوية التي شوهدت خلال رؤى أوسكار.
كان التأثير الأسلوبي المهم الآخر هو الأعمال التجريبية لكينيث أنجر، وعلى وجه الخصوص افتتاح قبة المتع. شاهد نوح أفلام الغضب في أوائل التسعينيات، أثناء الترويج للفيلم القصير كارن (فيلم)، وسرعان ما أصبح معجبًا من بين التأثيرات الأخرى للسينما التجريبية أعمال جوردان بيلسون وبيتر تشيركاسكي. كان فيلم نوح المفضل،  ملحمة الفضاء، هو التأثير الأبرز بين الأفلام السائدة؛ أراد نوي أن يصبح مخرجًا بعد أن رآه في سن السابعة. وقد ألهمت أفلام " عيون الأفعى" للمخرج " بريان دي بالما " والأفلام الأخرى التي تتميز بلقطات تحوم في السماء "نوي" أن يصنع فيلمًا من هذا المنظور إلى حد كبير.
كان هناك سببان لإظهار رأس أوسكار وكتفيها داخل الإطار أثناء مشاهد الفلاش باك، بدلاً من ترك الكاميرا هي عيون الشخصية الأول هو أن هذه هي الطريقة التي يرى بها نوي نفسه عادة في الأحلام وعندما يتذكر الأحداث الماضية. كما اعتقد أنه سيكون من الأسهل على المشاهد أن يهتم بشخصية مرئية، لأن العديد من أفلام وجهات النظر في رأيه، تبدو مضحكة عن غير قصد.

## التصوير
صوّر الطاقم في طوكيو من 19 أكتوبر إلى 15 ديسمبر 2007. تم تصوير مشاهد الفلاش باك في مونتريال على مدار أربعة أسابيع في الربيع التالي، حتى 16 مايو 2008.  عاد الفريق إلى طوكيو مرتين للحصول على لقطات إضافية، مرة قبل جلسة مونتريال ومرة أخرى عند اكتمال التصوير الرئيسي. كان أربعة أشخاص فقط في مجموعة طوكيو من الفرنسيين؛ كان باقي أفراد الطاقم يابانيين. عمل مارك كارو كمشرف على مجموعة التصاميم في طوكيو. وفقًا لنوى، كان لدى كارو ثلاثة أشهر مجانًا بعد إنهاء دانتي 01، وهو أول جهد له كمخرج منفرد، لذلك طلب منه نوح القدوم إلى اليابان.
يفصل السيناريو المكون من 100 صفحة تطورات الحبكة والعديد من السمات المرئية، ولكن تم كتابة القليل جدًا من الحوار، لذلك طُلب من الممثلين الارتجال في خطوطهم. أوضح نوي هذا النهج: بالنسبة لي، فإن إخراج الممثلين هو مجرد العثور على الأشخاص المناسبين ووضعهم في الحالة المزاجية المناسبة في الموقع والسماح لهم بالرحيل. أعتقد أن الطاقة يجب أن تأتي في المجموعة في اللحظة الأخيرة.  تم استخدام المواقع في كابوكيتشو وأجزاء أخرى من شينجوكو. نظرًا لأن معظم الفيلم تم تصويره في الأحياء المعروفة بالمقامرة والدعارة، فقد عقد المنتجون اتفاقيات مع نقابات الجريمة ياكوزا قبل تصوير بعض المشاهد في الموقع. المنظمات الإجرامية لم تشارك في الإنتاج الفعلي. تم تصوير مشاهد الاستوديو في طوكيو في توهو. كان لابد من تصوير مشاهد أكثر مما كان مخططًا في الأصل في الاستوديو بسبب ترتيبات الرافعة العديدة المعقدة. استغرقت بعض المشاهد العلوية يومًا كاملاً لترتيبها وتصويرها. تم تصوير معظم المشاهد التي يعيش فيها أوسكار في الموقع، ولكن تم التقاط لقطات الرافعة حصريًا في الاستوديو؛ وشمل ذلك زيارات إلى بعض المواقع السابقة، والتي تم تكرارها كمجموعات داخلية كبيرة. كما تم أخذ طلقات أخرى من مروحيات حلقت فوق المدينة. تم إيلاء الكثير من الاهتمام لاستمرارية الجغرافيا، وأشرف على التصوير مشرف من فريق التأثيرات المرئية.
تم تصوير الفيلم بشكل أساسي على مخزون أفلام إيستمان كوداك فيجون 3 250 دي. تم تصوير المشاهد التي يعيش فيها أوسكار بصيغة 35 سوبر باستخدام كاميرات أريكام إل تي، والباقي في 16 مشهدًا رائعًا باستخدام آاتون منتج إكس تي أر. كان المصور السينمائي بينوا ديبي، الذي قام أيضًا بتصوير فيلم لا رجعة فيه. كما هو الحال في لا رجعة فيه، كان نوح مترددًا في استخدام الإضاءة الاصطناعية التي من شأنها تدمير الوهم إذا تم قلب الكاميرا. بفضل لافتات النيون العديدة في طوكيو، كانت الإضاءة الإضافية قليلة جدًا للمشاهد الخارجية، على الرغم من حقيقة أن العديد منها قد تم تصويره في وقت متأخر من الليل. بالنسبة للمشاهد الداخلية، استخدم ديبي بشكل أساسي مصادر إضاءة عملية داخل الإطار تم إجراء بعض الاستثناءات. كان أحدهما أن الحالة المزاجية للشخصيات كانت من المفترض أن تُبين بألوان مختلفة، تتراوح من البرتقالي إلى الأرجواني مع الأخضر العرضي. لهذا الغرض، استخدم ديبي مجموعة من أضواء الديسكو القابلة للبرمجة باللون الأحمر والأخضر والأزرق ، والتي سمحت لجميع الأشكال المختلفة كان من السهل إخفاء أضواء الديسكو. كما تم استخدامها لمحاكاة ومضات النيون، ولإضافة صبغة من اللون الأحمر إلى مشاهد غرفة الملابس. الاستثناء الآخر هو استخدام الأضواء القوية، والتي تمت برمجتها مع الأضواء الملونة. تم تجنب اللون الأزرق طوال الوقت، لأن صانعي الأفلام لم يربطوه بالأحلام. كان نوح هو مشغل الكاميرا للفيلم، باستثناء بضع لقطات لأوسكار وهي تجري في الشوارع، حيث كانت تتطلب مصورًا أطول. في تلك المشاهد، تم إمساك الكاميرا من قبل ديبي.

## مرحلة ما بعد الإنتاج
عملية ما بعد الإنتاج استمرت أكثر من عام. قاد العمل على التأثيرات الرقمية بيير بوفين من بف كومباني. يتضمن كل مشهد في الفيلم صورًا تم إنشاؤها بواسطة الكمبيوتر (CGI) - حتى مشاهد الفلاش باك، حيث تم تغيير الخلفيات رقميًا. تم تشكيل مشاهد الاستوديو ولقطات الهليكوبتر وCGI معًا في تسلسلات التحويم بهدف ألا يتمكن المشاهد من تحديد أيهما. بالنسبة إلى اللقطات من ارتفاعات عالية ، بدأ الفريق بلقطات مروحية من الفيديو ، ثم صنع نماذج حاسوبية للأحياء بأنسجة من الصور. تم إبراز أضواء النيون والانعكاسات والمناطق المظلمة باستمرار. تم إنشاء الوميض من خلال مزيج من ضبابية الحركة والانحراف اللوني وتأثيرات التركيز. بالنسبة إلى المشاهد التي يُنظر إليها من خلال عدسة عين السمكة، أعاد الفريق إنشاء المجموعات رقميًا وزاد تدريجيًا قيم انعكاس البيئات جنبًا إلى جنب مع تأثير العدسة.
طلب نوح في البداية من عضو دافت بانك توماس بانغالتر، الذي قام بتأليف الموسيقى لـ لا رجعة فيه، لإنشاء مقطع صوتي أصلي لـ ادخل الفراغ. كان بانغالتر مشغولاً بالعمل على ترون: الإرث وكان عليه أن يتراجع. كحل وسط، قدم إلى نوي ترتيبًا للأصوات المحيطة وعينات من الموسيقى التجريبية الحالية، والتي قام نوي من خلالها بتجميع ما تصوره على أنه «دوامة من الأصوات». تم وصف بانغالتر في الاعتمادات كمخرج مؤثرات صوتية ، ويعرض الفيلم مساره «الخلافات» الذي تم تأليفه في الأصل لـ لا رجعة فيه. أحد مصادر الإلهام للموسيقى التصويرية كان «الثورة 9» لفرقة البيتلز، وهي صورة مجمعة يصفها نوي بأنها عمل حيث تلتقط بداية نغمة أو لحن ثم تكون بالفعل في مكان آخر. الموضوعان الموسيقيان الرئيسيان للفيلم هما «فريك» للفنان الكهربائي البريطاني إل إف أو، والذي يتم لعبه خلال الاعتمادات الافتتاحية، وتسجيل ديليا ديربيشاير لـ يوهان سباستيان باخ «أير أون ذا جي سترينج»، والذي يعمل بمثابة موضوع طفولة أوسكار وعلاقته مع ليندا. تم سماع بداية أغنية «أي إن إس» للفرقة البريطانية كويل خلال أول رحلة لأوسكار دي إم تي. يتم تشغيل أغنية ثروبنج جريسل «سيدة الهمبرغر» بينما يحاول أوسكار توصيل المخدرات إلى فيكتور في الحانة. تتضمن الموسيقى التصويرية بشكل خاص مقتطفات من كل جزء تقريبًا من مؤلفات جان كلود إلوي، شنتي وجاكو-نو-ميتشي. وتشمل غيرها من الأغاني على الصوت توشيا تسونودا في «الموسيقى للطفل»، ألفين لوسير الصورة «الموسيقى للغاميلان الأدوات، الميكروفونات، مكبرات صوت وأجهزة مكبرات الصوت»، ويعمل عن طريق دينيس سمالي، لولاتون، وزبيغنييو كاركوفسكي .
عندما عرض الفيلم لأول مرة في مهرجانات الأفلام ، عُرض في البداية بنسخة بدون أي اعتمادات. نظرًا لشكوى العديد من الأشخاص في العروض من طول الفيلم، قرر نوي أنه إذا كان للنسخة النهائية أي عناوين افتتاحية، فيجب أن تكون «بأسرع ما يمكن وبصورة قدر الإمكان». تم التعاقد مع صانع الأفلام التجريبي الألماني لحم ثورستن لإنشاء شعار العنوان. اكتشف نوي فليش من خلال فيلمه لعام 2007 (طاقة)، والتي تم تطوير تقنية الشرر المتحرك من أجلها.

## الإطلاق
تنافست نسخة من الفيلم مدتها 163 دقيقة في المسابقة الرئيسية لمهرجان كان السينمائي 2009 . افتقر قص كان إلى الكثير من تصميم الصوت للفيلم النهائي، ولم تكن بعض المؤثرات المرئية في مكانها الصحيح. قال نوي عن النسخة: «كان الفيلم أشبه بطفل رضيع عمره ثلاثة أشهر. أخرجته من بطني لأظهره، وقد شعرت بالإطراء من دعوة [عام المهرجان] تييري فريمو، لكنها كانت لا تزال في مرحلة الحمل. لذلك اضطررت إلى إعادته إلى بطني ، أي لتعديل الكثير من التفاصيل.» 
تبع عروض المهرجانات للإصدارات اللاحقة على مدار العام، بما في ذلك مهرجانات الأفلام الدولية تورنتو، سيتجيس، لندن، واستوكهولم . تم عرض المقطع الأخير لمدة 154 دقيقة في مهرجان صندانس السينمائي 2010 . في العرض الأول لمهرجان كان، تم إدراج الفيلم بدلاً من ذلك مع العنوان الفرنسي فجأة الفراغ، والذي يعني «فجأة الفراغ». عندما تم إصداره في فرنسا، استخدم العنوان الإنجليزي تم عرضه لأول مرة في فرنسا في 5 مايو 2010 من خلال وايلد بنش ديستبريوشن. جاء إطلاق سراح اليابان بعد عشرة أيام.
حصلت شركة آي إف سي فيلمز على حقوق التوزيع للولايات المتحدة في صندانس. كان ترينتي فيلم إنترتيمنت الموزع البريطاني. صدر الفيلم في الولايات المتحدة والمملكة المتحدة في 24 سبتمبر 2010.  في كلا البلدين، تم توزيع الفيلم بدون سبع بكراته التسعة. لذلك كان وقت التشغيل 137 دقيقة بمعدل 25 إطارًا في الثانية، والذي أمر المخرج بضرورة تشغيل الفيلم به، أو 142 دقيقة في 24 إطارًا أكثر شيوعًا في الثانية.  يقول نوح أن أيا من المواد المقطوعة ليست ضرورية للفيلم. يصفها بأنها «بعض الرؤى الفلكية، مشهد العربدة مع ليندا والفتاة اليابانية، المشهد الذي ترى فيه [أوسكار] يستيقظ في المشرحة ويعتقد أنه على قيد الحياة لكنه ليس كذلك، ثم تنزل الكاميرا عن مكانها حيث ترمي رماده». كان السبب وراء إنشاء النسخة الأقصر هو أن نوي وعد المستثمرين بإجراء تعديل بديل إذا انتهى الفيلم بأكثر من ساعتين و20 دقيقة. تم إصدار الفيلم على قرص دي في دي وبلو راي في فرنسا في 1 ديسمبر 2010. يتميز كل إصدار بكل من الإصدار الكامل والقص الأقصر. 

## الاستقبال

### شباك التذاكر
كان الفيلم فاشلا ماليا. وفقًا لـ وايلد بونش في فبراير 2011، عاد الفيلم بنسبة 1.25 ٪ من الاستثمار. في فرنسا، تم إطلاقه على 30 مطبوعة وبيعت إجمالي 51126 تذكرة. قال المنتج إبراهيم شيوة انه الفيلم كان من الصعب بيعه في الخارج بسعر معقول بسبب الأزمة المالية في أواخر القرن الحادي والعشرين . ذكرت الأرقام أن الإيرادات المسرحية في جميع أنحاء العالم بلغت 1,467,278 دولارًا أمريكيًا.

## الجوائز
فاز فيلم ادخل الفراغ بجائزة لجنة التحكيم الخاصة وجائزة أفضل تصوير سينمائي في مهرجان سيتجيس السينمائي لعام 2009. حصل على الجائزة الرئيسية لأفضل فيلم في 2010 مهرجان نوشاتيل السينمائي. وقد أسعد نوي بشكل خاص، حيث كان أحد أعضاء لجنة التحكيم في نوشاتيل هو دوغلاس ترمبل، المشرف على المؤثرات الخاصة لعام 2001: رحلة فضائية .

## روابط خارجية
- الموقع الرسمي
- ادخل الفراغ على موقع IMDb (الإنجليزية)
- ادخل الفراغ على موقع ميتاكريتيك (الإنجليزية)
- ادخل الفراغ على موقع روتن توميتوز (الإنجليزية)
- ادخل الفراغ على موقع نتفليكس (الإنجليزية)
- ادخل الفراغ على موقع ألو سيني (الفرنسية)
- ادخل الفراغ على موقع Turner Classic Movies (الإنجليزية)
- ادخل الفراغ على موقع أول موفي (الإنجليزية)
- ادخل الفراغ على موقع بوكس أوفيس موجو (الإنجليزية)
- ادخل الفراغ على موقع فيلمافينيتي (الإسبانية)
- ادخل الفراغ على موقع قاعدة بيانات الأفلام السويدية (السويدية)